# Liste der Bodendenkmale in Hodenhagen
In der Liste der Bodendenkmale in Hodenhagen sind alle Bodendenkmale der niedersächsischen Gemeinde Hodenhagen aufgelistet. Die Quelle ist der Denkmalatlas Niedersachsen. 
Der Stand der Liste ist der 17. November 2024.
Allgemein

Hodenhagen im Heidekreis

In den Spalten finden sich folgende Informationen des Bodendenkmales:
Lagegeographische Koordinaten
BezeichnungBezeichnung lt. Denkmalatlas
BeschreibungBeschreibung lt. Denkmalatlas
IDObjekt-ID
BildBild, ggf. zusätzlich mit Link zu weiteren Fotos im Medienarchiv Wikimedia Commons.

## Hodenhagen
| Lage                       | Bezeichnung             | Beschreibung | ID       | Bild           |
| -------------------------- | ----------------------- | --- | -------- | -------------- |
| 52° 45′ 17″ N, 9° 37′ 6″ O | Hodenhagen 9, Burg      | Die Burg Hodenhagen war nach den Beschreibungen und der Planzeichnung von v. Hodenberg ein ovaler Burgplatz, umschlossen von Wall und Graben Der Durchmesser (von Wallkrone zu Wallkrone) betrug 107,9 bzw. 95,1 m. Über die Höhe des Walles findet sich keine Aussage. Im W und O durchbrochen. Im Innenraum des Wegdurchbruches wurden die Reste eines Rundturmes von 10,4 m Außen- und 5,5 m Innen-Dm. bei 2,6 m Mauerstärke beobachtet. Südl. davon waren weitere Mauerreste vorhanden. Westl. der Hauptburg lag offensichtlich ein kleinerer Wirtschaftshof. Hodenberg berichtet von Eisen- und Schlackfunden, die er für die Reste einer Schmiede hielt. Unmittelbar an der Meiße vermutete er den Standort der Burgmühle. Wo die historisch mehrfach bezeugte Burgkapelle stand, ist nicht bekannt. | 34820730 | Weitere Bilder |
| 52° 46′ 15″ N, 9° 35′ 3″ O | Hodenhagen 5, Grabhügel | Durchmesser ca. 9 m und Höhe ca. 0,5 m. Rand bis auf den Westteil schwach abgesetzt. | 34820671 | BW             |